# 第10回ワシントンD.C.映画批評家協会賞
10th WAFCA Awards

2011
作品賞: 

 アーティスト 
第10回ワシントンD.C.映画批評家協会賞は、2011年の映画を対象としており、2011年12月5日に結果が発表された。

## 受賞とノミネート一覧
太字が受賞。

### 作品賞
- 『アーティスト』
  - 『ファミリー・ツリー』
  - 『ドライヴ』
  - 『ヒューゴの不思議な発明』
  - 『WIN WIN ダメ男とダメ少年の最高の日々』

### 監督賞
- マーティン・スコセッシ - 『ヒューゴの不思議な発明』
  - ウディ・アレン - 『ミッドナイト・イン・パリ』
  - ミシェル・アザナヴィシウス - 『アーティスト』
  - アレクサンダー・ペイン - 『ファミリー・ツリー』
  - ニコラス・ウィンディング・レフン - 『ドライヴ』

### 主演男優賞
- ジョージ・クルーニー - 『ファミリー・ツリー』
  - ジャン・デュジャルダン - 『アーティスト』
  - マイケル・ファスベンダー - 『SHAME -シェイム-』
  - ブラッド・ピット - 『マネーボール』
  - マイケル・シャノン - 『テイク・シェルター』

### 主演女優賞
- ミシェル・ウィリアムズ - 『マリリン 7日間の恋』
  - ヴィオラ・デイヴィス - 『ヘルプ 〜心がつなぐストーリー〜』
  - エリザベス・オルセン - 『マーサ、あるいはマーシー・メイ』
  - メリル・ストリープ - 『マーガレット・サッチャー 鉄の女の涙』
  - ティルダ・スウィントン - 『少年は残酷な弓を射る』

### 助演男優賞
- アルバート・ブルックス - 『ドライヴ』
  - ケネス・ブラナー - 『マリリン 7日間の恋』
  - ジョン・ホークス - 『マーサ、あるいはマーシー・メイ』
  - クリストファー・プラマー - 『人生はビギナーズ』
  - アンディ・サーキス - 『猿の惑星: 創世記』

### 助演女優賞
- オクタヴィア・スペンサー - 『ヘルプ 〜心がつなぐストーリー〜』
  - ベレニス・ベジョ - 『アーティスト』
  - メリッサ・マッカーシー - 『ブライズメイズ 史上最悪のウェディングプラン』
  - キャリー・マリガン - 『SHAME -シェイム-』
  - シェイリーン・ウッドリー - 『ファミリー・ツリー』

### 脚色賞
- 『ファミリー・ツリー』 - ナット・ファクソン、ジム・ラッシュ、アレクサンダー・ペイン
  - 『ヘルプ 〜心がつなぐストーリー〜』 - テイト・テイラー
  - 『ヒューゴの不思議な発明』 - ジョン・ローガン
  - 『マネーボール』 - スティーヴン・ザイリアン、アーロン・ソーキン
  - 『裏切りのサーカス』 - ブリジット・オコナー、ピーター・ストローハン

### オリジナル脚本賞
- 『50/50 フィフティ・フィフティ』 - ウィル・ライザー
  - 『アーティスト』 - ミシェル・アザナヴィシウス
  - 『ブライズメイズ 史上最悪のウェディングプラン』 - アニー・ムモロ、クリステン・ウィグ
  - 『ミッドナイト・イン・パリ』 - ウディ・アレン
  - 『WIN WIN ダメ男とダメ少年の最高の日々』 - トーマス・マッカーシー

### キャスト賞
- 『ブライズメイズ 史上最悪のウェディングプラン』
  - 『ハリー・ポッターと死の秘宝 PART2』
  - 『ヘルプ 〜心がつなぐストーリー〜』
  - 『ヒューゴの不思議な発明』
  - 『マージン・コール』

### アニメ映画賞
- 『ランゴ』
  - 『タンタンの冒険/ユニコーン号の秘密』
  - 『アーサー・クリスマスの大冒険』
  - 『長ぐつをはいたネコ』
  - 『くまのプーさん』

### ドキュメンタリー映画賞
- 『世界最古の洞窟壁画 3D 忘れられた夢の記憶』
  - Being Elmo: A Puppeteer's Journey
  - Buck
  - Into the Abyss
  - 『プロジェクト・ニム』

### 外国語映画賞
- 『私が、生きる肌』 -  スペイン
  - 『十三人の刺客』 -  日本
  - 『トスカーナの贋作』 -  フランス
  - 『悪魔を見た』 -  韓国
  - 『Pina/ピナ・バウシュ 踊り続けるいのち』 -  ドイツ

### 美術監督賞
- 『ヒューゴの不思議な発明』
  - 『アーティスト』
  - 『ハリー・ポッターと死の秘宝 PART2』
  - 『ツリー・オブ・ライフ』
  - 『戦火の馬』

### 撮影賞
- 『ツリー・オブ・ライフ』
  - 『アーティスト』
  - 『ヒューゴの不思議な発明』
  - 『メランコリア』
  - 『戦火の馬』

### 音楽賞
- 『アーティスト』 - ルドヴィック・ブールス
  - 『ドライヴ』 - クリフ・マルティネス
  - 『ドラゴン・タトゥーの女』 - トレント・レズナー、アッティカス・ロス
  - 『ヒューゴの不思議な発明』 - ハワード・ショア
  - 『戦火の馬』 - ジョン・ウィリアムズ